# Mooreonuphis intermedia
Mooreonuphis intermedia är en ringmaskart som först beskrevs av Johan Gustaf Hjalmar Kinberg 1865.  Mooreonuphis intermedia ingår i släktet Mooreonuphis och familjen Onuphidae. Inga underarter finns listade i Catalogue of Life.